# Championnats du monde de biathlon 1990
Navigation
Feistritz 1989 Lahti 1991
Les Championnats du monde de biathlon 1990 se sont tenus conjointement à Minsk (Union soviétique), à Oslo (Norvège) et à Kontiolahti (Finlande), en février et mars 1990.

## Déroulement
Seuls les individuels masculin et féminin se sont disputés à Minsk qui devait accueillir toute la compétition, mais les températures douces ont généré un manque de neige. Les autres épreuves ont été déplacées sur l'étape de Coupe du monde d'Oslo, qui a donc été surclassée pour les courses concernées. Cependant, un brouillard épais affecte le relais hommes, qui est de nouveau reporté et est finalement disputé à Kontiolahti.

## Médaillés

### Hommes
| Épreuves                      | Or                                                                            | Argent                                                             | Bronze                                                                   |
| ----------------------------- | ----------------------------------------------------------------------------- | ------------------------------------------------------------------ | ------------------------------------------------------------------------ |
| 10 mars : Sprint 10 km        | Mark Kirchner                                                                 | Eirik Kvalfoss                                                     | Sergei Tchepikov                                                         |
| 20 février : 20 km individuel | Valeri Medvedtsev                                                             | Sergei Tchepikov                                                   | Anatoli Jdanovitch                                                       |
| 18 mars : Relais 4×7,5 km     | Italie Pieralberto Carrara Wilfried Pallhuber Johann Passler Andreas Zingerle | France Christian Dumont Xavier Blond Hervé Flandin Thierry Gerbier | Allemagne de l'Est Frank Luck André Sehmisch Mark Kirchner Birk Anders   |
| 8 mars : 20 km par équipes    | Allemagne de l'Est Raik Dittrich Mark Kirchner Birk Anders Frank Luck         | Tchécoslovaquie Tomáš Kos Iván Masařík Jiří Holubec Jan Matouš     | France Christian Dumont Stéphane Bouthiaux Hervé Flandin Thierry Gerbier |

### Femmes
| Épreuves                      | Or                                                                                     | Argent                                                                        | Bronze                                                                     |
| ----------------------------- | -------------------------------------------------------------------------------------- | ----------------------------------------------------------------------------- | -------------------------------------------------------------------------- |
| 10 mars : Sprint 7,5 km       | Anne Elvebakk                                                                          | Svetlana Davidova                                                             | Elin Kristiansen                                                           |
| 20 février : 15 km individuel | Svetlana Davidova                                                                      | Elena Golovina                                                                | Petra Schaaf                                                               |
| 11 mars : Relais 3×5 km       | Union soviétique Elena Batsevich Elena Golovina Svetlana Davidova                      | Norvège Grete Ingeborg Nykkelmo Anne Elvebakk Elin Kristiansen                | Finlande Tuija Vuoksiala Seija Hyytiäinen Pirjo Mattila                    |
| 8 mars : 15 km par équipes    | Union soviétique Elena Batsevich Elena Golovina Svetlana Paramyguina Svetlana Davidova | Allemagne de l'Ouest Irene Schroll Daniela Hörburger Inga Kesper Petra Schaaf | Bulgarie Nadezhda Aleksieva Iva Schkodreva Maria Manolova Zvetana Krasteva |

## Tableau des médailles
| Rang | Nation               | Or | Argent | Bronze | Total |
| ---- | -------------------- | -- | ------ | ------ | ----- |
| 1    | Union soviétique     | 4  | 3      | 2      | 9     |
| 2    | Allemagne de l'Est   | 2  | 0      | 1      | 3     |
| 3    | Norvège              | 1  | 2      | 1      | 4     |
| 4    | Italie               | 1  | 0      | 0      | 1     |
| 5    | Allemagne de l'Ouest | 0  | 1      | 1      | 2     |
| 5    | France               | 0  | 1      | 1      | 2     |
| 7    | Tchécoslovaquie      | 0  | 1      | 0      | 1     |
| 8    | Bulgarie             | 0  | 0      | 1      | 1     |
| 8    | Finlande             | 0  | 0      | 1      | 1     |